# بروید ای حریفان بکشید یار ما را
«بروید ای حریفان بکشید یار ما را» یکی از اشعار سرودهٔ مولوی در قالب غزل است که حاکی از هیجان شاعر برای دیدار شمس تبریزی است.

## اشاره غزل
سلطان ولد به فرمان پدر برای آوردن آن صنم گریزپا ساز سفر کرد تا در دمشق شمس الدین را دریافت و پیغام‌های پر سوز و گداز عاشق هجران دیده را به لطف تمام به گوش معشوق بی‌پروا رسانید. دریای مهر شمس جوشیدن گرفت و گوهرهای حقائق و معارف بر سلطان ولد افشاند و خواهش مولانا را پذیرفت و عازم قونیه گردید (سنه ۶۴۴).

## غزل شماره ۱۶۳
| بروید ای حریفان بکشید یار ما را      |  | به من آورید آخر صنم گریزپا را       |
| به ترانه‌های شیرین به بهانه‌های زرین   |  | بکشید سوی خانه مه خوب خوش لقا را    |
| وگر او به وعده گوید که دمی دگر بیایم |  | همه وعده مکر باشد بفریبد او شما را  |
| دم سخت گرم دارد که به جادوی و افسون  |  | بزند گره بر آب او و ببندد او هوا را |
| به مبارکی و شادی چو نگار من درآید    |  | بنشین نظاره می‌کن تو عجایب خدا را    |
| چو جمال او بتابد چه بود جمال خوبان   |  | که رخ چو آفتابش بکشد چراغ‌ها را      |
| برو ای دل سبک رو به یمن به دلبر من   |  | برسان سلام و خدمت تو عقیق بی‌بها را  |